# Josep Segú i Corbella
Josep Segú i Corbella (Salomó, 1958), és un pintor i crític d'art. Llicenciat en Filologia Catalana i Belles Arts, l'any 1992 va obtenir una beca d'Ajut a la Creació que li va permetre una estada al taller del prestigiós Philip Pearlstein, a Nova York. Adscrit al moviment Nou Realisme, del que són grans representants el mateix Pearlstein, Lucien Freud o el ja traspassat Josep Roca Sastre, ha exposat a Salomó, Reus, Tarragona, Barcelona, Medellín (Colòmbia), Nova York i San Francisco, entre d'altres.
Les seves obres reflecteixen la realitat urbana i els interiors, tot destacant la multiplicació d'elements com una de les característiques de l'actual societat consumista.
Com a crític d'art ha publicat treballs a la Revista de Catalunya i és col·laborador habitual del suplement Cultura's del diari La Vanguardia de Barcelona, on defensa la pluralitat de l'art contemporani, fent-hi sentir l'opinió dels que consideren que la pintura realista no ha deixat de ser un llenguatge artístic plenament vàlid. El 2008 hom reuní una antologia dels seus escrits en un volum (De realismes, realistes i altres realitats).